# Fidel LaBarba
Fidel LaBarba (* 29. September 1905 in Los Angeles, Kalifornien; † 2. Oktober 1981 in New York City, New York) war ein US-amerikanischer Boxer im Fliegengewicht und sowohl universeller als auch „erster NBA-Weltmeister im Fliegengewicht“ sowie Olympiasieger.

## Amateurkarriere
Die olympische Goldmedaille eroberte der Normalausleger mit Siegen über E. Warwick, Gaetano Lanzi, Rennis Rennie, Rinaldo Castellenghi und James McKenzie Im Jahre 1924 in der französischen Hauptstadt Paris.

## Profikarriere
Der von George Blake gemanagte, 1,60 Meter große LaBarba gab sein Profidebüt mit einem einstimmigen Punktsieg über seinen Landsmann Frankie Grandetta am 14. Oktober im Jahr 1924. Am 22. August des darauffolgenden Jahres, bereits in seinem 11. Kampf, trat LaBarba gegen Frankie Genaro um den vakanten Weltmeisterschaftstitel des Verbandes NBA an (die NBA wurde im Jahre 1962 in WBA umbenannt) und gewann über 10 Runden durch einstimmigen Beschluss.
Diesen Titel verteidigte er unter anderem mit einem einstimmigen Punktsieg gegen Georgie Rivers und hielt ihn bis zum 23. August des Jahres 1927.
Seinen letzten Kampf, welchen er am 13. Februar 1933 gegen seinen Landsmann Mose Butch in Pennsylvania bestritt, gewann LaBarba über 10 Runden durch einstimmige Punktrichterentscheidung.
Im Jahre 1996 fand Fidel LaBarba Aufnahme in die International Boxing Hall of Fame.